# Reiko Takagi
Reiko Takagi (高木 礼子 Takagi Reiko; Prefettura di Osaka, 26 novembre 1973) è una doppiatrice giapponese affiliata a Sigma Seven.

## Doppiaggio

### Serie televisive anime
- Cameriera in El Hazard: The Magnificent World (1995)
- Vari in Gall Force:The Revolution (1996)
- Paru in Slayers Next (1997)
- Kain Blueriver (giovane) in Lost Universe (1998)
- Ragazzo in Le situazioni di Lui & Lei (1998)
- Studente maschio in Lo stregone Orphen (1998)
- Kaolla Su in Love Hina (2000-2002)
- Mizuki in Inuyasha (2000)
- Harue Kudoh in GALS! (2001)
- Shinnou Tomoyuki, Yuuki Kaito in Webdiver (2001)
- Yoshitaka Waya, Le Ping in Hikaru no go (2001)
- Mamoru Kudo in Witch Hunter Robin (2002)
- Katsura in Machine Robo Rescue (2003)
- Amphitrite in Transformers: Armada (2003)
- Tsubaki, Kai Kudo (giovane) in E'S (2003)
- Ken-Chan in Yami to bōshi to hon no tabibito (2003)
- Luxandra Fail in Divergence Eve (2003)
- Tomoo in Elfen Lied (2004)
- Rio in Streghe per amore (2003)
- Tako Ayase in Midori Days - Midori no hibi (2004)
- Leona (giovane) in La Fenice  (2004)
- Hiyori Sarugaki, Rurichiyo Kasumiōji, Shōta Toyokawa in Bleach (2004)
- Panta in Mirmo!! (2005)
- Erich Molders in Emma - Una storia romantica (2005)
- Yamato Daiwa in Battle B-Daman (2005)
- Saiki in Shinigami no Ballad (2006)
- Masashi Edogawa, Kahoru Oyagi in Sora no Manimani (2009)
- Sei in Piccole principesse Lil'Pri (2010)
- Katsuro (giovane) in Blue Exorcist (2011)
- Donna in costume da bagno in Shirokuma Café (2012)
- Madre di Azazel in Yondemasuyo, Azazel-san. (2013)
- Holly Kujo in Stardust Crusaders (2014-2015)
- Russian, Jewelry Bonney (dall'episodio 888) in One Piece  (2015)
- Lotta Hart in Ace Attorney (2016)

### Film d'animazione
- Jewelry Bonney in One Piece Stampede - Il film (2019)

### Videogiochi
- Cassandra Alexandra in Soulcalibur II, Soulcalibur III, Soulcalibur IV, Soulcalibur VI
- Sakura Kusakabe in Dengeki Gakuen RPG: Cross of Venus